# Dattatray Parasnis
Dattatray Shripad Parasnis, född 25 maj 1927 i Sangli, Maharashtra, död 2023 i Luleå, var en indisk-svensk geofysiker.
Parasnis blev Bachelor of Science i Bombay 1947, Master of Science i Cambridge 1952, filosofie licentiat 1965 och filosofie doktor i Uppsala 1966 samt docent i fasta jordens fysik vid Uppsala universitet samma år. Han blev geofysiker vid AB Elektrisk malmletning i Stockholm 1952, forskningsgeofysiker vid Boliden AB 1960 och professor i tillämpad geofysik vid Luleå tekniska högskola  1974. Han invaldes som ledamot av Kungliga Ingenjörsvetenskapsakademien 1976.